# Tal Burstein
Tal Burstein hebr. טל בורשטיין (ur. 19 lutego 1980 w Petach Tikwie, Izrael) – izraelski koszykarz.
Jest wychowankiem izraelskiego klubu, Bene Herclijja, w którym zadebiutował w sezonie 1997/98. W sezonie 2000/01 został zawodnikiem Maccabi Tel Awiw. W 2009 roku podpisał kontrakt z hiszpańskim klubem Baloncesto Fuenlabrada, w którym spędził tylko jeden sezon. Następnie zdecydował się na powrót do Maccabi Tel Awiw.
27 sierpnia 2012 roku zdecydował się na zakończenie kariery.

## Sukcesy
- mistrz Euroligi w 2001, 2004, 2005
- mistrz Izraela w 2000-01, 2001-02, 2002-03, 2003-04, 2004-05, 2005-06, 2006-07, 2008-09, 2010-11 i 2011-12
- zdobywca Pucharu Izraela w 2001, 2002, 2003, 2004, 2005, 2006, 2011 i 2012
- zdobywca Ligi Adriatyckiej w sezonie 2011/12
- Finalista Euroligi w 2008
- wicemistrz Izraela w 2008
- Finalista Pucharu Izraela w 2008
- zdobywca Superpucharu Izraela w 2008
- Finalista Superpucharu Izraela w 2009
- wicemistrz Europy U-20 w 2000

Był kapitanem juniorskich i seniorskich reprezentacji Izraela.